# Tarantói Klemencia amendoleai úrnő
Tarantói Klemencia  (1362 előtt – 1383 után/1419 előtt/után) vagy Konstancia, franciául: Clémence de Tarente, spanyolul: Clemencia de Tarento, katalánul: Clemència de Tàrent, okcitánul: Clamença de Tarent, olaszul: Clemenza/Costanza d'Angiò-Taranto, latinul: Clementia Tarentina, Amendolea, Montesardo, Montesano és Specchia úrnője. I. Lajos magyar király másodfokú unokatestvére. A Capeting-ház Anjou-ágának tarantói oldalágából származik.

## Élete
Tarantói Lajos iure uxoris nápolyi királynak, I. Johanna nápolyi királynő második férjének egy ismeretlen nevű és származású ágyasától született házasságon kívüli leánya. Apai nagyszülei I. Fülöp tarantói herceg és II. Katalin címzetes konstantinápolyi latin császárnő voltak.
Apja 1346. június 20-án kötött házasságot I. Johanna nápolyi királynővel. A házasságból két lány, Katalin (1348–1349) és Franciska (1351–1352) született, de mindketten csecsemőkorban meghaltak. Klemenciának született még egy harmadik féltestvére (esetleg édestestvére) is, Esclarmunda, akinek a férje I. (Capuai) Lajos, Altavilla grófja volt.
Apja, Tarantói Lajos király 1362. május 25-én halt meg. Klemencia 1383 körül  feleségül ment I. János (Antal) (?–1419 után), amendoleai úrhoz, akinek két leányt szült.

## Gyermekei
- Férjétől, I. János (Antal) (?–1419 után), amendoleai, montesardói, montesanói és specchiai úrtól, 2 leány:
  - Margit (1383 után–1439 után), apja örököse Amendolea úrnőjeként, férje Balzo Rajmund (?–1412), Rutino és Pozzomagno bárója. Molfetta, Giovinazzo, Caprarica és Tiggiano ura, az Anjou Hercegség főkapitánya, királyi tanácsos, 1 fiú
    - Balzo Jakab (?–1444), Rutino, Specchia és Pozzomagno bárója. Amendolea ura, felesége Toccói Covella (?–1468/9), martinai grófnő, 5 gyermek

  - Antónia, férje 1399/1400-tól Ruffo Jakab (?–1435 előtt), Condoianni, Brancaleone és Palizzi ura, gyermekei nem születtek